# Shahzia Sikander
Shahzia Sikander (Lahore, Pakistan, 1969) assentada a Nova York, Estats Units d'Amèrica, és una artista visual multidisciplinar, amb un estil contemporani que es fusiona amb arrels tradicionals. Abarca gran ventall de tècniques, des de pintures a performances, passant per animació i vídeo.

## Biografia
L'artista va néixer al Pakistan, on inicià els seus estudis i carrera artística, tot i que es muda a Nova York, on acabà els estudis i segueix, avui en dia, desenvolupant la seva obra allà.

### Educació
Sikander va començar els seus estudis a The National College of Arts Lahore (NCA) al Pakistan, on cursà el Bachelor of Fine Arts (BFA), graduada el 1991. Desenvolupa la seva tècnica en miniatures Indo-Perses gràcies a Bashir Ahmad. Un cop als Estats Units, va assistir a l'Escola de Disseny de Rhode Island (RISD), graduant-se el 1995 del Master of Fine Arts in Painting and Printmaking (MFA).

### Pakistan
Nascuda el 1969, Sikander inicià la seva pràctica artística durant el règim militar de Muhammad Zia-ul-Haq, amb la pintura miniatura tradicional; tècnica prou impopular entre el jovent de l'època. Un cop a la universitat, perfecciona la tècnica de la mà de Bashir Ahmad, millorant la tècnica persa, alhora que aprenent i afegint trets del Mugal (Islàmic), i Rajput (Hindi). Es va convertir en la primera dona en ensenyar al Departament de Pintura en Miniatura a la NCA, junt amb Ahmad i va ser la primera artista del departament en desafiar el marc tècnic i estètic del medi.

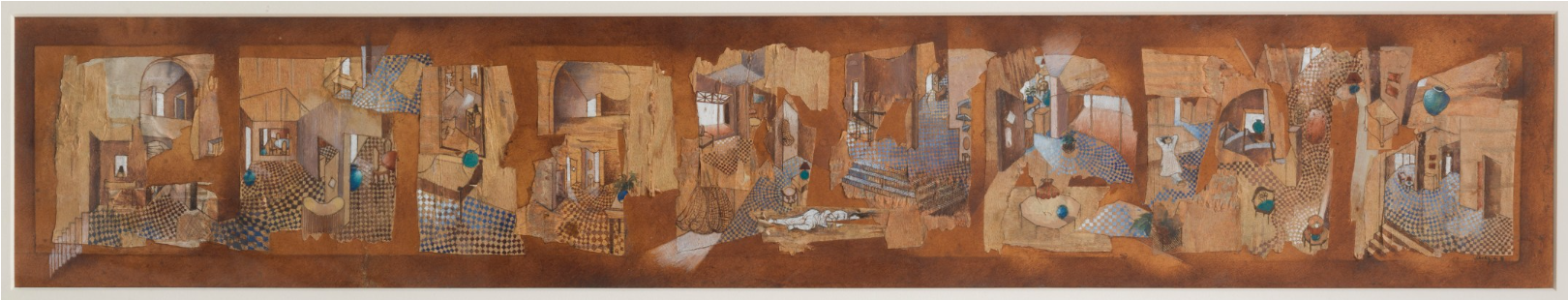
Shazhia zikander, The Scroll II (1991)

Destaquem “The Scroll” (El Pergamí), 1989-90, el qual va rebre elogis crítics nacionals, fent-se amb diferents premis i portant aquest mitjà al reconeixement internacional dins les pràctiques artístiques contemporànies

### Nova York
Shahzia arriba a Nova York per motiu dels seus estudis, els quals es desenvolupen entre 1993 i 1995. En els inicis de la seva estança participà també en el programa CORE de l'Escola d'art Glassell, al Museu de Belles Arts de Houston. Actualment, l'artista segueix residint als Estats Units.

## Obra
Shahzia Sikander ha desenvolupat la seva obra fluctuant entre elements contemporanis i tradicionals, iniciant-se en el món de l'art amb les miniatures, un element amb força cultural. Amb el temps, va afegint diferents suports, estils, influències... Fins haver creat un perfil d'artista característic i ampli. Sikander ha desafiat les convencions tradicionals de la pintura en miniatura, incorporant elements contemporanis i explorant temes d'identitat cultural, gènere i globalització. La seva obra ha estat exposada en galeries de gran renom i museus de tot el món, consolidant-la com una figura destacada en el panorama de l'art contemporani global.
L'ull de Sikander és molt introspectiu, però gran part del seu treball s'adreça a la visió d'Occident, que percep la resta de franges del món com "les altres". Després del 9/11 i de les sub conseqüents invasions americanes a l'Iraq i Afganistan, va donar una nova mirada a les dones musulmanes, vistes com un objecte velat, oprimit i amb necessitat de ser alliberades. L'art contemporani veiem com s'arrela amb el món musulmà involucrat a l'estètica visual, fetitxista de l'imaginari de la guerra i del cos de la dona musulmana. Sikander va resistir tot això desenvolupant una iconografia, severa i andrògina que és empaitada més enllà dels vincles geogràfics, de la nacionalitat i la identitat.

### Miniatures
La miniatura és de les pintures figuratives més antigues i més riques de les tradicions de l'Orient Mitjà, de l'Àsia Central i del subcontinent indi. Prové sobretot del passat precolonial, però alguns artistes pakistanesos contemporanis ara s’enfoquen afegint-ho a formes més actuals. Al 1987, Shahzia Sikander va començar la seva obra de miniatures a Lahore. És coneguda com la pionera del moviment de neominiatures, sota la tutela d'Ustad Bashir Ahmed. La seva formació va anar seguida d'un to tradicional.
El procés de creació de pintures, les quals històricament eren comissionades per il·lustrar històries religioses, textos científics, poesia, contes i relats imperials, era molt meticulós. Abans que la il·lustració comencés, el paper havia de ser creat i preparat. S'aplicava per donar-li al paper capes de color subtils. Els artistes havien aleshores fet l'esbós i després experts en pigment, aplicar l'aquarel·la, creant així diferents tons amb petits pinzells. Els fons i els espais arquitectònics eren decorats amb arabescos, amb dissenys rítmics creats per capturar la bellesa de la natura i les creacions de Déu.

### Animació
L'artista fa també animació digital. Cada suport que utilitza té diferents capacitats, transmet diferents missatges i li proporciona diferents eines per experimentar en diferents camps i maneres de transmetre aquests missatges. En aquest cas, l'animació per a l'artista és el suport perfecte per desfer els contrastos, és a dir, es desfà de la delimitació entre les cultures occidentals i orientals, pot fusionar i emprar amb llibertat les perspectives i composició, jugant amb l'escala i miniatura.
El procés creatiu es basa en la superposició, creant una narrativa doncs la intenció de Sikander en quant a la narrativa de l'obra és que romangui suspesa, que sigui d'oberta interpretació. Ella assenyala postures religioses, culturals i polítiques, sense necessitat de definir-les per se.

### Performance
Històries i imaginària del vel tradicional musulmà apareixen a les composicions de Sikander. El seu gran treball ens porta a segles d'antiguitat de pràctiques índies en les quals les dones han estat pintades en les parets i els terres de cases utilitzant el seu cos i belles gesticulacions. Sikander utilitza pintures de gran format per les seves instal·lacions a gran escala, sovint requerint mesos per poder completar-les.

## Exhibicions
Les exposicions de Shahzia Sikander ofereixen un fascinant viatge a través de la imaginació i la creativitat d'una de les artistes contemporànies més influents de la nostra època. L'artista ha desafiat les convencions i fronteres artístiques al llarg de la seva carrera, fusionant la rica tradició de la pintura en miniatura del sud d'Àsia amb un enfocament contemporani, audaç i visionari. Cada exposició és una oportunitat única per submergir-se en un ric univers visual, experimentant obres icòniques i descobrint noves interpretacions de la història i la realitat contemporània. Destaquem varies exposicions de Shahzia Sikander.
“Collective Behavior”, és una exposició que abarca des de la seva obra inicial fins a l'actualitat, presenta la distintiva iconografia de l'artista i la seva continua invenció a través de diversos mitjans. Inicia amb la seva obra innovadora “El Pergamí” (1989-1990), creada com a projecte de tesi a la National College of Arts de Lahore, Pakistan, establint així la seva posició a l'avantguarda del moviment neo-miniaturista. “Collective Behaviour” exhibeix tant treballs annteriors com noves creacions de l'artista, explorant l'arquitectura, la història de Venècia i les històries globals de comerç i intercanvi artístic.
“Entangled Pasts” J.M.W. Turner y Ellen Gallagher. Joshua Reynolds y Yinka Shonibare. John Singleton Copley y Hew Locke, una exposició que es porta a terme a la primavera, reuneix més de 100 obres contemporànies i històriques com a part d'una conversa sobre l'art i el seu paper a la configuració de narratives d'imperi, esclavitud, resistència, abolició i colonialisme.
“New Narratives: Contemporary Works on Paper”, explora com les tradicions de la pintura en miniatura del sur d'Aasia han estat reclamades i reinventades per artistes moderns i contemporanis, portant-les més enllà de les pàgines dels manuscrits il·luminats cap a formes experimentals que inclouen instal·lacions, escriptures i cinema.
“Every midnight in September: Reckoning”, una obra d'animació intrincada que representa un conflicte dramàtic entre figures guerreres en un paisatge abstracte, explorant temes de creació, conflicte i connexió.
“Havah… to breathe, air, life”, al Madison Square Park i al Palau de la Justícia de la Divisió d'Apel·lacions del Primer Departament de la Cort Suprema de l'Estat de Nova York, presenta noves escultures, instal·lacions de vídeo i animacions.
“Radiant Dissonance”, marca la primera exposició individual de Sikander a Los Angeles, presentant el seu treball en mosaic, escultura, pel·lícula animada, dibuix i instal·lacions de paper de gran escala.
“Extraordinary Realities”, és una mostra al Museu de l'escola de Disseny de Rhode Island que rastreja els primers quinze anys de la carrera de Sikander, des de Pakistan fins als Estats Units, explorant temes de gènere, sexualitat, raça, classe i història.
Aquestes exposicions, entre d'altres, han contribuït a solidificar el lloc de Shahzia Sikander com una figura destacada en el panorama artístic contemporani, tant en el seu país d'origen com a nivell internacional.

## Premis
1992 Shahzia Sikander va ser guardonada amb el prestigiós premi Shaki Ali/Kipling, el premi de més mèrit i el Premi Sharif a l'Excel·lència en Pintura en Miniatura, ambdós atorgats per la National College of Arts a Lahore, Pakistan, així com el premi de Distinció pel seu projecte de tesi a la mateixa institució.
1993 Sikander va ser mereixedora de la Beca de postgrau de 1993-1995 de la Rhode Island School of Design.
1995 va rebre la Beca CORE del 1995-1997 de l'Escola d'Art Glassell del Museu de Belles Arts de Houston, Texas.
1997 va ser nomenada amb la Beca de la Fundació Louis Comfort Tiffany.
1999 va rebre el Premi Joan Mitchell i el Premi al mèrit del Col·lectiu Creatiu de Dones del Sud Asiàtic. 
2003 va ser premiada amb el Premi a l'Elogi de l'Ofinia de l'alcalde de la ciutat de Nova York i el Premi a l'assoliment del Col·lectiu Creatiu de dones sud asiàtiques.
2005 va ser ondecorada amb la Tamgha-e-imtiaz, la Medalla Nacional d'Honor del Govern de Pakistán i va rebre el Premi Jenifer Howard Coleman del Col·legi d'Art Otis a Los Angeles.
2006 Va ser honrada com a Jove Líder Global pel Forum Econòmic Mundial i va rebre la beca “Genius” de la Fundació John D y Catherine T. MacArthur.
2007 Participa en el Programa d'Artistes Residents DAAD 2007-2008 (Berliner Künstlerprogramm, Deutscher Akademischer Austauschdienst).
2008 Sikander va ser reconeguda amb el Premi al Mèrit en Arts Escèniques i Visuals en els Premis a l'Excel·lència del Sud Asiàtic.
2009 Va rebre la beca d'Arts Creatives del Centre Bellagio de la Fundació Rockefeller i va ser membre del Consell d'Arts Asiàtiques de Guggenheim.
2010 Guardonada amb el Premi SCMP Art Futures a la Fira Internacional d'Art de Hong Kong i es va convertir en Acadèmica del Museu Nacional de l'Acadèmia.
2012 Va ser distingida amb la Medalla Inaugural d'Art del Departament d'Estat dels Estats Units (AIE) a Washington D.C.
2013 Va actuar com a Jurat Principal en el prestigiós Premi Aga Khan d'Arquitectura.
2014 Sikander va guanyar el Premi d'Art en Arts Basades en el Temps del Museu Grand Rapids Bildmuseet de la Universitat de Umea a Suècia.
2015 Va ser honorada amb el Premi de la Societat Asiàtica per la seva contribució significativa a l'Art Contemporani a la Gala d'Art de la Societat Asiàtica a Hong Kong, i va ser reconeguda pel Museu Tang a Skidmore College a Saratoga Springs, Nova York.
2016 Sikander va guanyar el premi de la Religió i les Arts a Atlanta, Georgia, i va ser nomenada Acadèmica Visitant en Pintura Vikram i Geetanjali Kirloskar a l'Rhode Island School of Design.
2017 Va obtenir el Premi d'Elecció Popular d'Art Shahneela i Farhan Faruqi a la Bienal de Karachi KB17.
2022 Va rebre el destacat Premi d'Art i Cultura de Fukuoka a Japó.
2023 Shahzia Sikander va ser distingida amb el reconegut Premi Pollock a la Creativitat, atorgat per la Fundació Pollock-Krasner.

## Llibres i catàlegs
Aquí veiem una llista de llibres i catàlegs sobre l'obra de l'artista contemporània Shazia Sikander:
- Shahzia Sikander: Nemesis, editat per Ian Berry y Anne Collins Goodyear. Publicat per The Frances Young Tang Teaching Museum and Art Gallery, 2005.
- Shahzia Sikander, editat por Sarah Faunce, Abdellah Karroum, y Ewa Lajer-Burcharth. Publicat por Yale University Press, 2012.
- Shahzia Sikander: Apparatus of Power, editat per Claire Brandon. Publicat per Asia Society Hong Kong Center, 2018.
- Shahzia Sikander: Extraordinary Realities, editat per Robert Cozzolino y Sylvia Yount. Publicat por Yale University Press, 2021.
- Shahzia Sikander: The Battle for the Heavens, editat per Donna Gustafson y Barbara Rose. Publicat per Institute of Contemporary Art, University of Pennsylvania, 2008.
- Shahzia Sikander: Beyond Tradition, editat per Cynthia Becker. Publicat per Duke University Press Books, 2003.

Aquests llibres i catàlegs ofereixen una visió detallada i perspicaç del treball de Shahzia Sikander, explorant temes que van des de la tradició i la innovació en l'art fins a qüestions de gènere, identitat i política. Cada publicació proporciona una comprensió més profunda de l'obra i la trajectòria d'aquesta influent artista.